# Pearl River (New York)
Pearl River est une census-designated place du comté de Rockland, dans l'État de New York, aux États-Unis,. En 2020, elle compte une population de 16 567 habitants.